# Charles Poplimont
Charles Emmanuel Joseph Poplimont (Dendermonde, 26 aprile 1821 – Chorlton-on-Medlock, 7 febbraio 1887) è stato un romanziere e storico belga.

## Biografia
Charles Poplimont sposò a Bruxelles il 15 novembre 1845 Thérèse Pauline Césarine Kesteloot, nata a Parigi il 15 luglio 1826, dalla quale divorziò il 2 settembre 1872 a Laeken per risposarsi. Iniziò molto presto la carriera militare in cui raggiunse il grado di sergente nel reggimento di artiglieria a Gand. Autodidatta, dedicò il suo tempo libero allo studio della storia e della letteratura.
Fu autore di romanzi storici in cui si ricrea un passato glorioso. Il successo dei suoi primi romanzi come Sequin du juif, gli permise di lasciare la carriera militare per dedicarsi interamente alla scrittura.
Oltre alla sua attività di scrittore, lavorò per un giornale di Gand e per Journal de la Belgique. Fu quello che noi chiamiamo oggi corrispondente di guerra, quando il quotidiano belga l'Observateur belge gli chiese di fare un reportage sulla campagna d'Italia del 1859, che vide lo scontro in primo luogo tra l'esercito francese di Napoleone III e sardo-piemontese di Vittorio Emanuele II, futuro re d'Italia, contro quello dell'impero austriaco. Inviò al suo giornale articoli sotto forma di corrispondenza, che ebbero un grande impatto e che furono pubblicati sotto il titolo di Campagne d'Italie ("Campagna Italiana").
Fu testimone a Castel Goffredo, la mattina del 24 giugno 1859, dell'avanzata verso Medole (dove si combatté la famosa battaglia, preludio di quella, sanguinosa, di Solferino) del III corpo d'armata francese al comando del generale François Certain de Canrobert, che liberò anche il paese dalla cavalleria austriaca. Durante il suo soggiorno, visitò Castel Goffredo ed ebbe modo di informarsi direttamente sulla storia e il lavoro e spedì al giornale un sintetico resoconto.
Sollecitato e incoraggiato dalle famiglie nobili del Belgio, della Francia e dell'Inghilterra, risiedette alternativamente in questi paesi per soddisfare le loro richieste, dedicandosi alla genealogia e all'araldica, prima parallelamente alla stesura di romanzi storici, quindi concentrandosi esclusivamente sullo sviluppo e la pubblicazione dal 1863 di raccolte genealogiche in diversi volumi.
Se i suoi romanzi oggi sono stati dimenticati, egli rimane conosciuto come autore di libri genealogici.

## Pubblicazioni
- Romanzi:
  - (FR)  L'Expédition du Milianah, 1844
  - (FR)  Le Sequin du Juif, aventure d’un belge en Algérie, Gand, 1845, 2 volumes
  - (FR)  Le Colon de Guatemala et La Grisette Gantoise: Esquisses de Mœurs Militaires...,  Gand,  Verhulst, 1845, 3 volumes
  - (FR)  Conrard le Tisserand; chronique gantoise du XIVe siècle, Gand, 1845, 3 volumes
  - (FR)  Le juge Lynch, ou Vie et aventures de Jonathan Jefferson Whitlaw, Bruxelles, A. Lebègue, 1860-1861, 3 volumes, traduit de l'anglais par Charles Poplimont. (présenté comme une traduction)
- Lettere: 
  - (FR)  Lettres sur la campagne d'Italie en 1859, Paris: Ch. Tanera, 1860 [8]
- Opere storiche e genealogiche:
  - (FR)  La Belgique depuis mil huit cent trente : Révolution belge 1830-1848, Bruxelles, Labroue, 1852[9]
  - (FR)  La Noblesse belge. Biographies nationales, Bruxelles, Labroue et Cie, 1856 - 1858
  - (FR)  La Belgique héraldique. Recueil historique, chronologique, généalogique et biographique complet de toutes les maisons nobles reconnues de la Belgique, Bruxelles, 1863-1867; 11 volumes.[10]
  - (FR)  La Dynastie belge, Bruxelles, Imp.-Lith. A. Ternen & C., 1868 [11]
  - (FR)  La France héraldique, Saint-Germain, E. Heutte et Cie. 1873-1875; 8 volumes.